# Thomaz Albornoz Neves

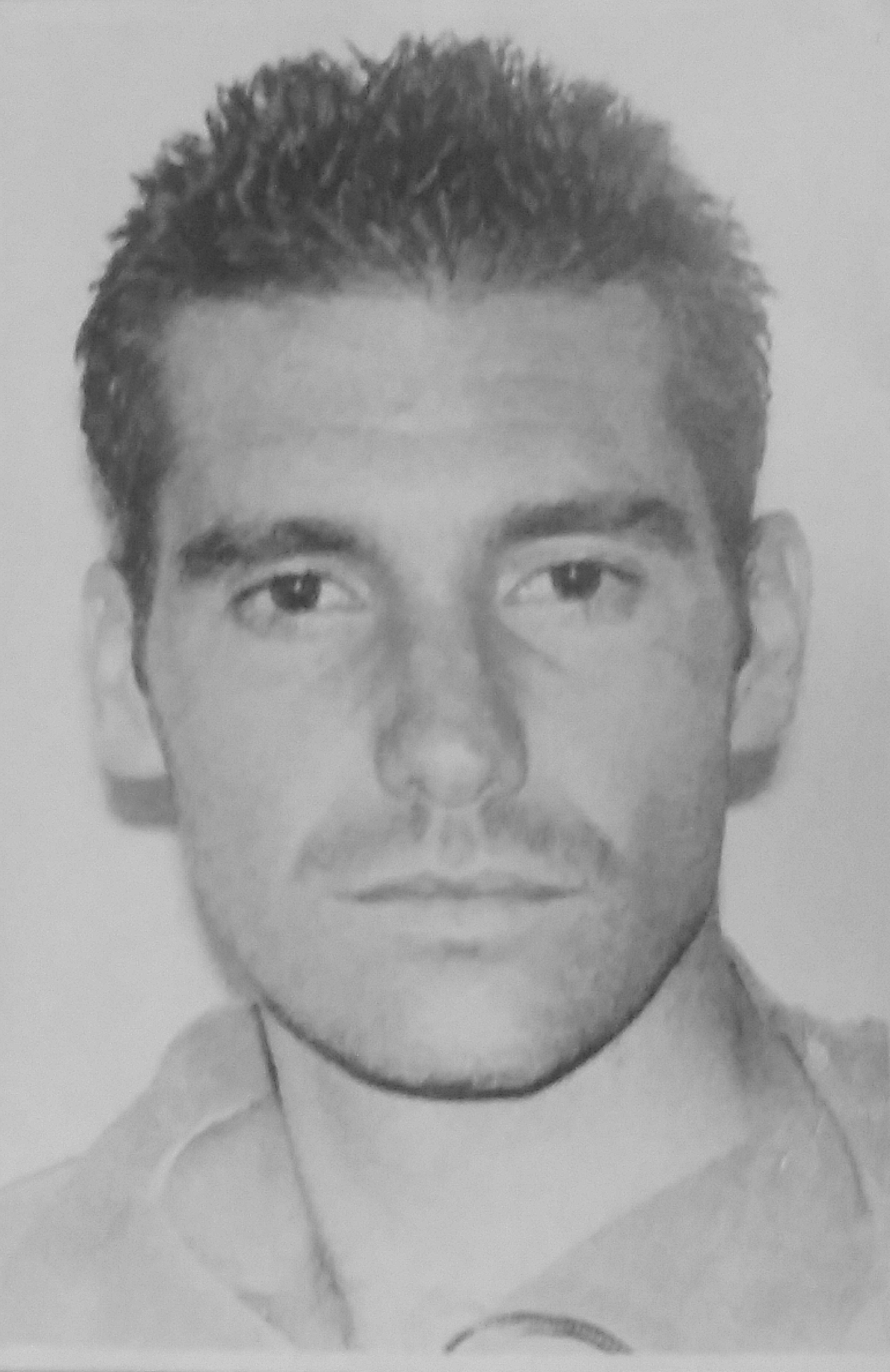
em Bogotá, Colombia, 1994.

Thomaz Guilherme Albornoz Neves (Sant'Ana do Livramento, 23 de dezembro de 1963) é um poeta, tradutor e ensaísta brasileiro com a trajetória traçada à margem da tradição lírica nacional.

## Biografia
Foi educado na rede pública em Sant'Ana do Livramento. Graduou-se em Direito e obteve mestrado em Letras pela Pontifícia Universidade Católica do Rio de Janeiro (PUC-RJ), com dissertação sobre o poeta Dante Milano.
Entre 1986 e 1996, viveu de bicos entre Londres, Lisboa, Paris, Florença e Sicília. Estudou cinema em Roma. No Rio de Janeiro, integrou o grupo fundador da revista Poesia Sempre, publicada pela Fundação Biblioteca Nacional sob direção de Affonso Romano de Sant'Anna.
Nos anos 90, ingressou no circuito dos festivais internacionais de poesia e leu em Medellín, Bogotá, Montevidéu e Rosário, na Argentina. Hóspede das Casas Fronteira e Alorna, foi convidado pela Fundação Camões para apresentar-se na Casa Fernando Pessoa, em Lisboa.
Em 1996, no Rio de Janeiro, publicou em edição bilíngue, traduzida ao espanhol por Rodolfo Alonso e apresentada por Bruno Tolentino, o livro de poemas Sol sem Imagem, pela editora Topbooks. No mesmo ano, retirou-se do meio literário para viver do campo, no delta do Rio Negro, em Paso de los Toros, no Uruguai.

## Outras atividades
Atuou como jogador profissional de golfe no Rio Grande do Sul e no Uruguai, e publicou o diário literário Golfe (2018). Criou a primeira escola de golfe social do Brasil, a "Boa-bola", dedicada a jovens de bairros populares.
Durante a pandemia de COVID-19, fundou a tan editorial, voltada à publicação de autores que escrevem entre as costas de Porto Alegre e de Montevidéu, em português, espanhol e portunhol.

### Livros de poesia
- Renée. Sant'Ana do Livramento: tan ed. 2023. ISBN 978-65-81264-12-3
- O Sono. Anzio, Nettuno, Itália.: plaquette do autor. 1990
- Sol sem Imagem. Rio de Janeiro: Topbooks. 1996. ISBN 978-0000043443
- Exílio. Porto Alegre: Movimento. 2008. ISBN 9788571951204
- À Espera de um Igual. Sant'Ana do Livramento: tan ed. 2020. ISBN 978-65-81264-00-0

### Ensaios e outros
- Golfe. Porto Alegre: Movimento. 2018. ISBN 978-85-7195-282-9
- 24 Verbetes. [S.l.]: tan ed. 2022. ISBN 978-65-81264-06-2
- Pós-escrito a Dante Milano. [S.l.]: tan ed. 2023. ISBN 978-65-81264-08-6

## Traduções
Foi traduzido ao espanhol e ao chinês. 
A segunda edição de Renée (2023) oferece os vinte e um poemas em italiano, português, espanhol, francês e inglês, sem determinar um idioma original. A proposta é conceitual: sugere que a poesia é a mesma em qualquer idioma, o poema é que varia conforme a época e a cultura.
Traduziu, entre outros:
- Oriente. Sant'Ana do Livramento: tan ed. 2021. ISBN 978-65-81264-04-8
- Zen: Poesia Clássica Japonesa. Sant'Ana do Livramento: tan ed. 2023. ASIN B0CNDG9S5M
- 69 poemas de Wang Wei. Sant'Ana do Livramento: tan ed. 2023. ASIN B0CN7KBD58
- Três poemas Chan. Sant'Ana do Livramento: tan ed. 2023. ASIN B0CN68G83R
- Tao Te Ching: Livro do caminho e da virtude. Sant'Ana do Livramento: tan ed. 2023. ASIN B0CN63LRPT

## Fortuna crítica
A crítica especializada destaca sua radicalidade formal e poética. Ivan Junqueira afirma que a obra "aspira um estado não verbal da linguagem". Bruno Tolentino o considera "um mestre da arte do fragmento". Ruy Espinheira Filho destaca a "iluminação poética essencial". Paulo Franchetti comenta que Thomaz Albornoz Neves tem "a voz de alguém que nos fala com os dois pés fincados na terra do presente".